# 紐奴·米基爾·文迪斯·卡華里路
紐奴·米基爾·文迪斯·卡華里路（Nuno Miguel Mendes Cavaleiro，1976年1月7日—），是葡萄牙的足球運動員，司職前鋒。於2007-08球季由葡萄牙乙組聯賽球隊摩里倫斯加盟香港甲組足球聯賽球隊南華。